# Prowincja Kōzuke
Prowincja Kōzuke (jap. 上野国 Kōzuke-no-kuni) – historyczna prowincja Japonii, obecnie część prefektury Gunma. 

Mapa Japonii (1868) z zaznaczeniem położenia prowincji Kōzuke

Nazywana także Jōshū (jap. 上州) bądź Jōmō (jap. 上毛). Połączone prowincje Kōzuke i Echigo nazywano regionem Jōetsu (jap. 上越地方 Jōetsu-chihō). 
Głównym miastem było Takasaki, które znajduje się w pobliżu obecnej stolicy prefektury, Maebashi. W okresie Sengoku prowincja znajdowała się we władaniu takich klanów jak Takeda, Uesugi, Hōjō i Tokugawa.